# Liga Super 2024-2025
La Liga Super 2024-2025 è stata la 21ª edizione della massima divisione del calcio malese sotto l'egida della Liga Super, la 43ª complessiva; è iniziata il 10 maggio 2024 e si è conclusa il 20 aprile 2025. Si tratta della prima stagione dal 2008 ad essere giocata su due anni solari differenti e la prima ad adottare la tecnologia della Video Assistant Referee (VAR).
La squadra campione in carica era il Johor Darul Ta'zim, che si è riconfermato vincendo il suo undicesimo titolo nazionale.

## Stagione

### Novità
La stagione precedente non ha visto alcuna retrocessione, per cui inizialmente le partecipanti sarebbero dovute essere le stesse 14 dell'edizione precedente. Tuttavia, il Kelantan non ha ottenuto la licenza per la stagione 2024-2025 e non si è iscritta alla competizione, riducendo il numero di squadre partecipanti a 13.

### Formula
Le 13 squadre partecipanti giocano un girone all'italiana con gare di andata e ritorno, per un totale di 24 giornate. Al termine del campionato, la squadra prima classificata è campione di Malesia e si qualifica per la AFC Champions League 2025-2026, mentre la seconda classificata si qualifica per la AFC Champions League Two 2025-2026. Le ultime due classificate sono invece retrocesse nella Liga A1 Semi-Pro, nata come rebranding della Liga M3.

## Squadre partecipanti
| Club                | Città         | Stagione precedente |
| ------------------- | ------------- | ------------------- |
| Johor Darul Ta'zim  | Johor Bahru   | Campione di Malesia |
| Kedah               | Alor Setar    | 4° in Liga Super    |
| Kelantan Darul Naim | Kota Bharu    | 12° in Liga Super   |
| Kuala Lumpur        | Kuala Lumpur  | 7° in Liga Super    |
| Kuching City        | Kuching       | 13° in Liga Super   |
| Negeri Sembilan     | Seremban      | 9° in Liga Super    |
| PDRM                | Gombak        | 8° in Liga Super    |
| Penang              | George Town   | 10° in Liga Super   |
| Perak               | Ipoh          | 11° in Liga Super   |
| Sabah               | Kota Kinabalu | 3° in Liga Super    |
| Selangor            | Petaling Jaya | 2° in Liga Super    |
| Sri Pahang          | Temerloh      | 5° in Liga Super    |
| Terengganu          | Kuala Nerus   | 6° in Liga Super    |

## Classifica
|                     | Pos. | Squadra             | Pt | G  | V  | N | P  | GF | GS | DR  |
| ------------------- | ---- | ------------------- | -- | -- | -- | - | -- | -- | -- | --- |
| Malaysia (bandiera) | 1.   | Johor Darul Ta'zim  | 70 | 24 | 23 | 1 | 0  | 90 | 8  | +82 |
|                     | 2.   | Selangor            | 52 | 24 | 16 | 4 | 4  | 44 | 16 | +28 |
|                     | 3.   | Sabah               | 40 | 24 | 11 | 7 | 6  | 41 | 33 | +8  |
|                     | 4.   | Kuching City        | 39 | 24 | 10 | 9 | 5  | 38 | 28 | +10 |
|                     | 5.   | Terengganu          | 35 | 24 | 9  | 8 | 7  | 35 | 26 | +9  |
|                     | 6.   | Kuala Lumpur (-6)   | 31 | 24 | 11 | 4 | 9  | 40 | 33 | +7  |
|                     | 7.   | Perak               | 30 | 24 | 8  | 6 | 10 | 36 | 36 | 0   |
|                     | 8.   | Sri Pahang          | 29 | 24 | 7  | 8 | 9  | 35 | 39 | -4  |
|                     | 9.   | PDRM                | 27 | 24 | 7  | 6 | 11 | 25 | 36 | -11 |
|                     | 10.  | Penang              | 26 | 24 | 6  | 8 | 10 | 31 | 38 | -7  |
|                     | 11.  | Kedah (-3)          | 21 | 24 | 6  | 6 | 12 | 21 | 51 | -30 |
|                     | 12.  | Negeri Sembilan     | 16 | 24 | 4  | 4 | 16 | 23 | 49 | -26 |
|                     | 13.  | Kelantan Darul Naim | 7  | 24 | 2  | 1 | 21 | 16 | 82 | -66 |

Legenda:
      Campione di Malesia e ammessa alla AFC Champions League Elite 2025-2026
      Ammessa alla AFC Champions League Two 2025-2026
      Retrocessa in Liga A1 Semi-Pro 2025
Note:
Tre punti a vittoria, uno a pareggio, zero a sconfitta.